# Typhlocyba erythrinae
Typhlocyba erythrinae är en insektsart som beskrevs av Koningsberger och Elwood C. Zimmerman 1901. Typhlocyba erythrinae ingår i släktet Typhlocyba och familjen dvärgstritar. Inga underarter finns listade i Catalogue of Life.